# Campionati mondiali di canoa/kayak 2005
I 34esimi Campionati mondiali di canoa/kayak si sono svolti a Zagabria (Croazia) dal 25 al 28 agosto 2005.

## Medagliere
| Pos. | Paese               | Oro | Argento | Bronzo | Totale |
| ---- | ------------------- | --- | ------- | ------ | ------ |
| 1    | Germania            | 10  | 5       | 3      | 18     |
| 2    | Ungheria            | 6   | 3       | 3      | 12     |
| 3    | Spagna              | 2   | 2       | 1      | 5      |
| 4    | Russia              | 2   | 1       | 2      | 5      |
| 5    | Polonia             | 1   | 5       | 4      | 10     |
| 6    | Romania             | 1   | 2       | 0      | 3      |
| 7    | Bielorussia         | 1   | 1       | 2      | 4      |
| 8    | Australia           | 1   | 0       | 1      | 2      |
| 8    | Norvegia            | 1   | 0       | 1      | 2      |
| 10   | Serbia e Montenegro | 1   | 0       | 0      | 1      |
| 10   | Ucraina             | 1   | 0       | 0      | 1      |
| 12   | Canada              | 0   | 2       | 4      | 6      |
| 13   | Slovacchia          | 0   | 2       | 0      | 2      |
| 14   | Cuba                | 0   | 1       | 2      | 3      |
| 15   | Lituania            | 0   | 1       | 1      | 2      |
| 16   | Rep. Ceca           | 0   | 1       | 0      | 1      |
| 16   | Austria             | 0   | 1       | 0      | 1      |
| 18   | Italia              | 0   | 0       | 1      | 1      |
| 18   | Kazakistan          | 0   | 0       | 1      | 1      |
| 18   | Francia             | 0   | 0       | 1      | 1      |

## Medaglie Canoa

### C1 200m
| Posizione | Atleta              | Paese      | Tempo    |
| --------- | ------------------- | ---------- | -------- |
|           | Valentyn Demyanenko | Ucraina    | 0:39.264 |
|           | Maxim Opalev        | Russia     | 0:39.588 |
|           | Zhomart Satubaldin  | Kazakistan | 0:39.984 |

### C1 500m
| Posizione | Atleta             | Paese    | Tempo    |
| --------- | ------------------ | -------- | -------- |
|           | Andreas Dittmer    | Germania | 1:48.409 |
|           | Pawel Baraskiewicz | Polonia  | 1:49.065 |
|           | Maxim Opalev       | Russia   | 1:49.609 |

### C1 1000m
| Posizione | Atleta          | Paese    | Tempo    |
| --------- | --------------- | -------- | -------- |
|           | Andreas Dittmer | Germania | 3:57.119 |
|           | David Cal       | Spagna   | 3:58.421 |
|           | Richard Dalton  | Canada   | 4:00.617 |

### C2 200m
| Posizione | Atleta                                       | Paese    | Tempo    |
| --------- | -------------------------------------------- | -------- | -------- |
|           | Evgeny Ignatov Nikolay Lipkin                | Russia   | 0:36.978 |
|           | Christian Gille Tomasz Wylenzek              | Germania | 0:37.002 |
|           | Serguey Torres Madrigal Karel Aguilar Chacon | Cuba     | 0:37.242 |

### C2 500m
| Posizione | Atleta                                       | Paese    | Tempo    |
| --------- | -------------------------------------------- | -------- | -------- |
|           | Christian Gille Tomasz Wylenzek              | Germania | 1:39.851 |
|           | György Kozmann György Kolonics               | Ungheria | 1:40.875 |
|           | Serguey Torres Madrigal Karel Aguilar Chacon | Cuba     | 1:40.271 |

### C2 1000m
| Posizione | Atleta                                       | Paese    | Tempo    |
| --------- | -------------------------------------------- | -------- | -------- |
|           | Christian Gille Tomasz Wylenzek              | Germania | 3:37.048 |
|           | Serguey Torres Madrigal Karel Aguilar Chacon | Cuba     | 3:38.080 |
|           | György Kozmann György Kolonics               | Ungheria | 3:39.130 |

### C4 200m
| Posizione | Atleta                                                                                | Paese       | Tempo    |
| --------- | ------------------------------------------------------------------------------------- | ----------- | -------- |
|           | Alexander Kovalev Aleksandr Kostoglod Roman Kruglyakov Maxim Opalev                   | Russia      | 0:33.867 |
|           | Petr Prochazka Petr Fuksa Petr Netusil Jan Brecka                                     | Rep. Ceca   | 0:34.017 |
|           | Aliaksandr Kurliandchyk Aliaksandr Zhukovski Siamion Sapanenka Aliaksandr Bahdanovich | Bielorussia | 0:34.131 |

### C4 500m
| Posizione | Atleta                                                                            | Paese       | Tempo    |
| --------- | --------------------------------------------------------------------------------- | ----------- | -------- |
|           | Loredan Popa Silviu Simionciencu Florin Popescu Iosif Chirila                     | Romania     | 1:30.602 |
|           | Dzmitry Rabchanka Dzmitry Vaitsishkin Kanstanstin Shcharbak Aliaksandr Vauchetski | Bielorussia | 1:31.298 |
|           | Andrzej Jezierski Michał Śliwiński Michal Gajownik Adam Ginter                    | Polonia     | 1:31.916 |

### C4 1000m
| Posizione | Atleta                                                                | Paese    | Tempo    |
| --------- | --------------------------------------------------------------------- | -------- | -------- |
|           | Wojciech Tyszynski Michał Śliwiński Andrzej Jezierski Michal Gajownik | Polonia  | 3:17.407 |
|           | Constantin Popa Loredan Popa Florin Mironcic Petre Condrat            | Romania  | 3:17.863 |
|           | Robert Nuck Stefan Holtz Thomas Luck Stephan Breuing                  | Germania | 3:20.479 |

## Medaglie Kayak

### K1 200m
| Posizione | Atleta            | Paese   | Tempo    |
| --------- | ----------------- | ------- | -------- |
|           | Carlos Pérez Rial | Spagna  | 0:35.289 |
|           | Tomasz Mendelski  | Polonia | 0:35.697 |
|           | Anton Ryakhov     | Russia  | 0:35.733 |

| Posizione | Atleta            | Paese    | Tempo    |
| --------- | ----------------- | -------- | -------- |
|           | Teresa Portela R. | Spagna   | 0:40.756 |
|           | Szilvia Szabó     | Ungheria | 0:41.380 |
|           | Karen Furneaux    | Canada   | 0:41.542 |

### K1 500m
| Posizione | Atleta             | Paese     | Tempo    |
| --------- | ------------------ | --------- | -------- |
|           | Nathan Baggaley    | Australia | 1:36.980 |
|           | Lutz Altepost      | Germania  | 1:37.076 |
|           | Adam van Koeverden | Canada    | 1:37.082 |

| Posizione | Atleta           | Paese    | Tempo    |
| --------- | ---------------- | -------- | -------- |
|           | Nicole Reinhardt | Germania | 1:50.407 |
|           | Karen Furneaux   | Canada   | 1:51.379 |
|           | Erzsébet Viski   | Ungheria | 1:51.565 |

### K1 1000m
| Posizione | Atleta             | Paese     | Tempo    |
| --------- | ------------------ | --------- | -------- |
|           | Eirik Verås Larsen | Norvegia  | 3:29.165 |
|           | Adam van Koeverden | Canada    | 3:29.841 |
|           | Nathan Baggaley    | Australia | 3:30.69  |

| Posizione | Atleta         | Paese    | Tempo    |
| --------- | -------------- | -------- | -------- |
|           | Katrin Wagner  | Germania | 4:00.494 |
|           | Dalma Benedek  | Ungheria | 4:01.406 |
|           | Karen Furneaux | Canada   | 4:03.200 |

### K2 200m
| Posizione | Atleta                             | Paese               | Tempo    |
| --------- | ---------------------------------- | ------------------- | -------- |
|           | Dragan Zorić Ognjen Filipović      | Serbia e Montenegro | 0:32.253 |
|           | Alvydas Duonela Egidijus Balciunas | Lituania            | 0:32.277 |
|           | Marek Twardowski Adam Wysocki      | Polonia             | 0:32.499 |

| Posizione | Atleta                           | Paese    | Tempo    |
| --------- | -------------------------------- | -------- | -------- |
|           | Natasa Janics Katalin Kovács     | Ungheria | 0:37.101 |
|           | Teresa Portela R. Jana Smidakova | Spagna   | 0:38.013 |
|           | Birgit Fischer Fanny Fisher      | Germania | 0:38.127 |

### K2 500m
| Posizione | Atleta                             | Paese    | Tempo    |
| --------- | ---------------------------------- | -------- | -------- |
|           | Ronald Rauhe Tim Wieskötter        | Germania | 1:27.583 |
|           | Marek Twardowski Adam Wysocki      | Polonia  | 1:29.005 |
|           | Alvydas Duonela Egidijus Balciunas | Lituania | 1:29.347 |

| Posizione | Atleta                            | Paese    | Tempo    |
| --------- | --------------------------------- | -------- | -------- |
|           | Natasa Janics Katalin Kovács      | Ungheria | 1:39.704 |
|           | Petra Schlitzer Viktoria Schwartz | Austria  | 1:42.458 |
|           | Anne Laure Viard Marie Delattre   | Francia  | 1:42.974 |

### K2 1000m
| Posizione | Atleta                       | Paese    | Tempo    |
| --------- | ---------------------------- | -------- | -------- |
|           | Roland Kokeny Gabor Kucsera  | Ungheria | 3:18.692 |
|           | Andreas Ihle Marco Herszel   | Germania | 3:18.722 |
|           | Mattis Naess Jacob Norenberg | Norvegia | 3:18.836 |

| Posizione | Atleta                          | Paese    | Tempo    |
| --------- | ------------------------------- | -------- | -------- |
|           | Natasa Janics Katalin Kovács    | Ungheria | 3:40.861 |
|           | Maike Nollen Nadine Opgen-Rhein | Germania | 3:42.931 |
|           | Aneta Bialkowska Joanna Skowron | Polonia  | 3:43.003 |

### K4 200m
| Posizione | Atleta                                                                | Paese       | Tempo    |
| --------- | --------------------------------------------------------------------- | ----------- | -------- |
|           | Viktor Kadler Istvan Bee Balazs Babella Gergely Gyertyanos            | Ungheria    | 0:30.211 |
|           | Norman Bröckl Bjorn Goldschimdt Björn Bach Jonas Ems                  | Germania    | 0:30.301 |
|           | Raman Piatrushenka Aliaksey Abalmasau Dziamiyn Turchyn Vadzim Makhneu | Bielorussia | 0:30.565 |

| Posizione | Atleta                                                                        | Paese    | Tempo    |
| --------- | ----------------------------------------------------------------------------- | -------- | -------- |
|           | Nicole Reinhardt Carolin Leonhardt Judith Hormann Katrin Wagner               | Germania | 0:35.151 |
|           | Iwona Pyzalska Malgorzata Czajczynska Joanna Skowron Beata Sokołowska-Kulesza | Polonia  | 0:36.111 |
|           | Isabel Garcia S. Ana Varela I. Jana Smidakova Teresa Portela R.               | Spagna   | 0:36.189 |

### K4 500m
| Posizione | Atleta                                                                | Paese       | Tempo    |
| --------- | --------------------------------------------------------------------- | ----------- | -------- |
|           | Raman Piatrushenka Aliaksey Abalmasau Dziamiyn Turchyn Vadzim Makhneu | Bielorussia | 1:20.898 |
|           | Michal Riszdorfer Juraj Tarr Andrej Wiebauer Robert Erban             | Slovacchia  | 1:20.994 |
|           | Franco Benedini Jaka Jazbek Luca Piemonte Antonio Scaduto             | Italia      | 1:22.634 |

| Posizione | Atleta                                                         | Paese    | Tempo    |
| --------- | -------------------------------------------------------------- | -------- | -------- |
|           | Conny Wassmuth Carolin Leonhardt Judith Hormann Katrin Wagner  | Germania | 1:31.686 |
|           | Iwona Pyzalska Aneta Bialkowska Joanna Skowron Aneta Konieczna | Polonia  | 1:32.442 |
|           | Time Paksy Dalma Benedek Szilvia Szabó Kinga Bóta              | Ungheria | 1:32.952 |

### K4 1000m
| Posizione | Atleta                                                         | Paese      | Tempo    |
| --------- | -------------------------------------------------------------- | ---------- | -------- |
|           | Lutz Altepost Norman Bröckl Björn Bach Arnd Goldschmidt        | Germania   | 2:56.282 |
|           | Michal Riszdorfer Richard Riszdorfer Erik Vlček Robert Erban   | Slovacchia | 2:56.558 |
|           | Pawel Baumann Marek Twardowski Adam Wysocki Przemyslaw Gawrych | Polonia    | 2:57.848 |

| Posizione | Atleta                                                       | Paese    | Tempo    |
| --------- | ------------------------------------------------------------ | -------- | -------- |
|           | Time Paksy Szilvia Szabó Erzsébet Viski Kinga Bóta           | Ungheria | 3:20.701 |
|           | Florica Vulpes Mariana Ciobanu Lidia Talpa Alina Platon      | Romania  | 3:21.889 |
|           | Birgit Fischer Maren Knebel Judith Hormann Carolin Leonhardt | Germania | 3:21.901 |